# Bistum Cúcuta
Das Bistum Cúcuta (lateinisch Dioecesis Cucutensis, spanisch Diócesis de Cúcuta) ist eine in Kolumbien gelegene römisch-katholische Diözese mit Sitz in Cúcuta.

## Geschichte
Das Bistum Cúcuta wurde am 29. Mai 1956 durch Papst Pius XII. aus Gebietsabtretungen des Bistums Nueva Pamplona und der aufgelösten Apostolischen Präfektur Labateca errichtet. Es ist dem Erzbistum Nueva Pamplona als Suffraganbistum unterstellt.

Bistumswappen
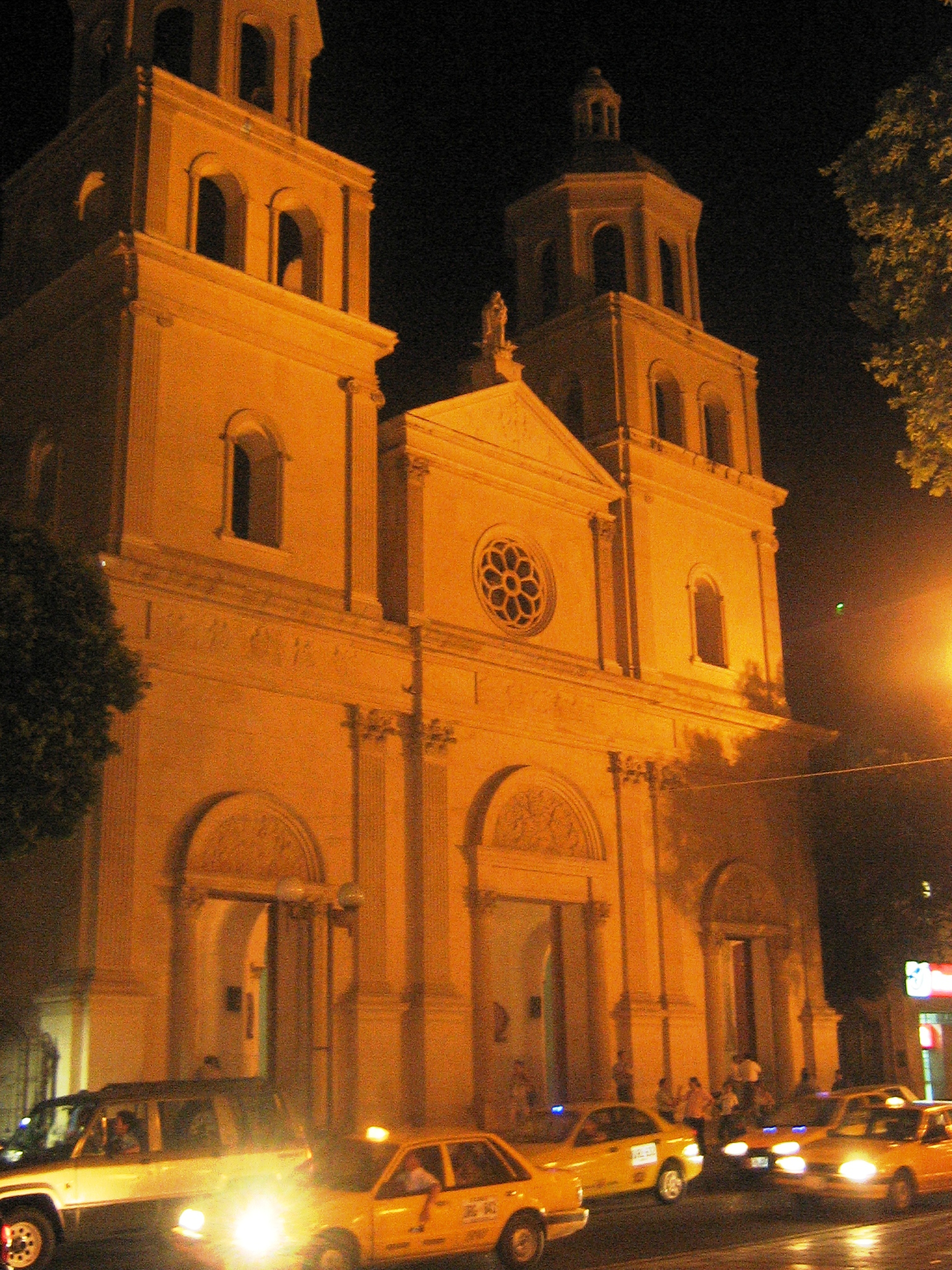
Kathedrale von Cúcuta

## Bischöfe von Cúcuta
- Luis Pérez Hernández CIM, 1956–1959
- Pablo Correa León, 1959–1970
- Pedro Rubiano Sáenz, 1971–1983, dann Koadjutorerzbischof von Cali
- Alberto Giraldo Jaramillo PSS, 1983–1990, dann Erzbischof von Popayán
- Rubén Salazar Gómez, 1992–1999, dann Erzbischof von Barranquilla
- Óscar Urbina Ortega, 1999–2007, dann Erzbischof von Villavicencio
- Jaime Prieto Amaya, 2008–2010
- Julio César Vidal Ortiz, 2011–2015
- Víctor Manuel Ochoa Cadavid, 2015–2020, dann Militärbischof von Kolumbien
- José Libardo Garcés Monsalve, seit 2021